# 3483 Свєтлов
3483 Свєтлов (3483 Svetlov) — астероїд головного поясу, відкритий 16 грудня 1976 року.
Тіссеранів параметр щодо Юпітера — 3,800.